# Jacob Meyer
Jacob Meyer, häufig auch Jakob Meyer (* 23. März 1799 in Horgen; † 30. Januar 1865 in Zurzach), war ein Schweizer Geograph, Naturforscher und Lehrer.

## Leben
Jacob Meyer verbrachte seine Kindheit zunächst in Horgen am Zürichsee und zog im Alter von etwa zehn Jahren mit seinen Eltern nach Zürich. Dort durchlief er die Klassen des Gymnasiums und ging anschliessend zum Studium der Theologie an die Universität Jena. Während seines Studiums in Jena wechselte er sein Studienfach zur Philosophie. Von Jena wechselte er an die Universität Erlangen, an der er zum Dr. phil. promoviert wurde. Danach setzte er seine Studien in Paris fort. Von dort aus kehrte er nach Zürich zurück und wurde Hauslehrer. Zugleich war er an der Universität Basel aktiv und habilitierte sich für das Fach Philosophie.
Meyer strebte zunächst ein akademisches Lehramt an, folgte dann aber 1830 einem mehrfach ergangenen Ruf als Professor an die Kantonsschule Chur. Dort war ihm neben seinen wissenschaftlichen Fächern auch der Turnunterricht übertragen. Er fertigte überdies in Chur wie auch später in Zurzach meteorologische Beobachtungen an. Spätestens in dieser Zeit wurde er schriftstellerisch aktiv. Als er 1848 in politischen Fragen nicht mehr mit der Kantonsregierung übereinstimmte, legte er sein Professorenamt nieder.
Meyer wurde zum 4. März 1849 für das Lehramt der deutschen Sprache, der Geschichte und der Geographie an die Bezirksschule in Zurzach berufen. Mit der Einführung des Turnunterrichts wurde ihm auch dieses Lehrfach übertragen. Er stieg in Zurzach zum Rektor der Schule auf und wurde daneben 1856 Mitglied des Bezirksschulrates. Überdies erfüllte er die Ämter des Schulinspektors sowie Konferenzdirektors. Er blieb bis zu seinem Tod im Amt.

## Schriften (Auswahl)
- Die Erde in ihrem Verhältniß zum Sonnensystem und als planetarisches Individuum, oder: Versuch einer astronomischen und physikalischen Geographie. Zeller, Zürich 1847.
- Die Erde in ihrem Verhältniß zum Fixsternhimmel, zur Sonne und zum Mond. 4 Bände. Wigand, Leipzig 1853.
- Physik der Schweiz. Wigand, Leipzig 1854.
- Land, Volk und Staat der schweizerischen Eidgenossenschaft. 2 Bände. Schultheß, Zürich 1861.